# Katolske kirke på Færøerne
Den romersk-katolske kirke på Færøerne består af en meninghed omkring Mariukirkjan (dansk: St. Mariekirken) i Tórshavn. Der har kontinuerligt været en katolsk menighed på Færøerne siden 1931, og den forrige Mariukirkjan blev indviet i 1933 og nedlagt i 1987, da den nye stod klar. Franciskanersøstrene er den eneste orden, der er etableret i landet. Den katolske menighed udgør omkring 150 fastboende katolikker fra 23 forskellige lande, heraf 6 nonner.

## De færøske katolikkers historie
- 999 sender Olav Trygvason, Norges konge, den færøske høvding Sigmundur Brestisson til Færøerne sammen med præster at døbe folket og lære det det bedste i den kristne tro. Indholdet i kristendommen, kirkelæren, var romersk-katolsk.
- 1100 bliver Færøerne organiseret som et bispedømme
- 1111 kommer den første biskop til bispesædet i Kirkjubøur. De næste 400 år sad 34 katolske biskopper i Kirkjubøur
- 1537 suspenderede Christian III det norske rigsråd i 1535 og gjorde Norge og Færøerne til en del af Kongeriget Danmark. Ved reformationen blev det gamle bispesæde nedlagt, også præsteskolen, og kongen overtog al den jord, som den katolske kirke havde ejet på Færøerne. Kirkesproget blev dansk.
- 1538 Den sidste biskop, der beklædte sit embede til reformationen, var Ámundur Ólavsson
- 1849 Efter religionsfrihedens indførelse i 1849, forsøgte man på ny at grundlægge den katolske kirke på Færøerne. Pastor Georg Bauer, der stammede fra Bayern, kom til landet i
- 1857 byggede Georg Bauer en kirke i Rættará i Tórshavn, men vandt kun ringe tilslutning. Da han forlod Færøerne i 1880, kom der ingen efterfølger, og kirken forfaldt.
- 1894 kommer der en katolsk præst til Færøerne for at besøge den eneste katolik, som boede i Hvítanes. Hun døde kort tid efter.
- 1931 påtog to nyuddannede præster, E.G. Boekenogen og Thomas King, sig hvervet at genstifte en katolsk menighed. I et hus, der blev stillet til rådighed for Franciskanersøstrene, der samme år rejste til Færøerne, indviedes en lille kirke 23. maj 1931. Blandt de første, der opsøgte den nye kirke, var nogle gamle mennesker, der i deres barndom havde gået i kirke hos pastor Bauer
- 1933 blev den lille kirke i Bringsnagøta for lille, og sammen med den nye Skt. Frants skole, Franciskanersøstrene lod bygge, blev også en Mariekirken i samme bygning indviet samme år.
- 1980 flytter Franciskanasøstrene, som nu tæller 12, deres katolske skole “Kerit” til Varðagøtu 16.
- 1985 Med et videre samarbejde for øje, overtager Tórshavn kommune Sankt Frans Skole 1987 – Mariukirkjan
- 1987 blev den nuværende Mariekirke indviet, der også fungerer som franciskanersøstrenes klosterkirke.